# Rolf Schönstedt
Rolf Schönstedt (* 18. Mai 1944 in Erfurt, + 25. Februar 2025) war ein deutscher Kirchenmusiker, Professor und ehemaliger Hochschulrektor. Er ist der Sohn von Arno Schönstedt, der Organist und Kantor am Herforder Münster war. 
Er besuchte das Friedrichs-Gymnasium Herford und legte dort 1963 das Abitur ab. Nach dem Studium der Kirchenmusik bis 1969 und Ablegen der künstlerischen Reifeprüfung (1973) und des Konzertexamens (1974) war er zunächst auf Kirchenmusikerstellen in Remscheid, Wuppertal-Elberfeld und Hamm (Westf.) tätig, danach unter anderem als Kirchenmusikdirektor und Landeskirchenmusikdirektor in der evangelischen Landeskirche von Westfalen. 1975 gründete er das internationale Max-Reger-Fest in Hamm. 1994 wurde er Rektor der Hochschule für Kirchenmusik der Evangelischen Kirche von Westfalen in Herford. 2003 wurde er mit einer Arbeit über „Das Orgellied – Eine neue Gattung an der Schwelle zum 20. Jahrhundert“ an der Technischen Universität Chemnitz zum Dr. phil. promoviert. Mitte 2007 ging er in den Ruhestand.
Er veröffentlichte mehrere Notenausgaben sowie mehrere CD-Einspielungen. Er war Vorstandsmitglied der Internationalen Max-Reger-Gesellschaft e.V und ist Träger des Bundesverdienstkreuzes.

## Schriften
- Das Orgellied: eine neue Gattung an der Schwelle zum 20. Jahrhundert. München: M-Press 2006 ISBN 3-89975-545-6 Online-Ressource
- Das Orgellied – Eine neue Gattung an der Schwelle zum 20. Jahrhundert -- Dissertation